# Jacques Rosenthal

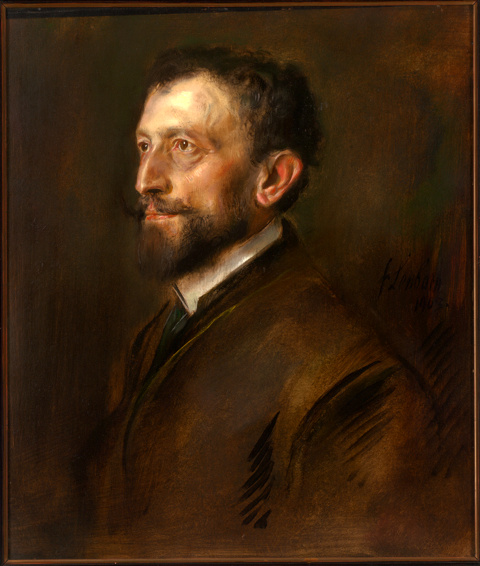
Franz von Lenbach: Porträt (1904)

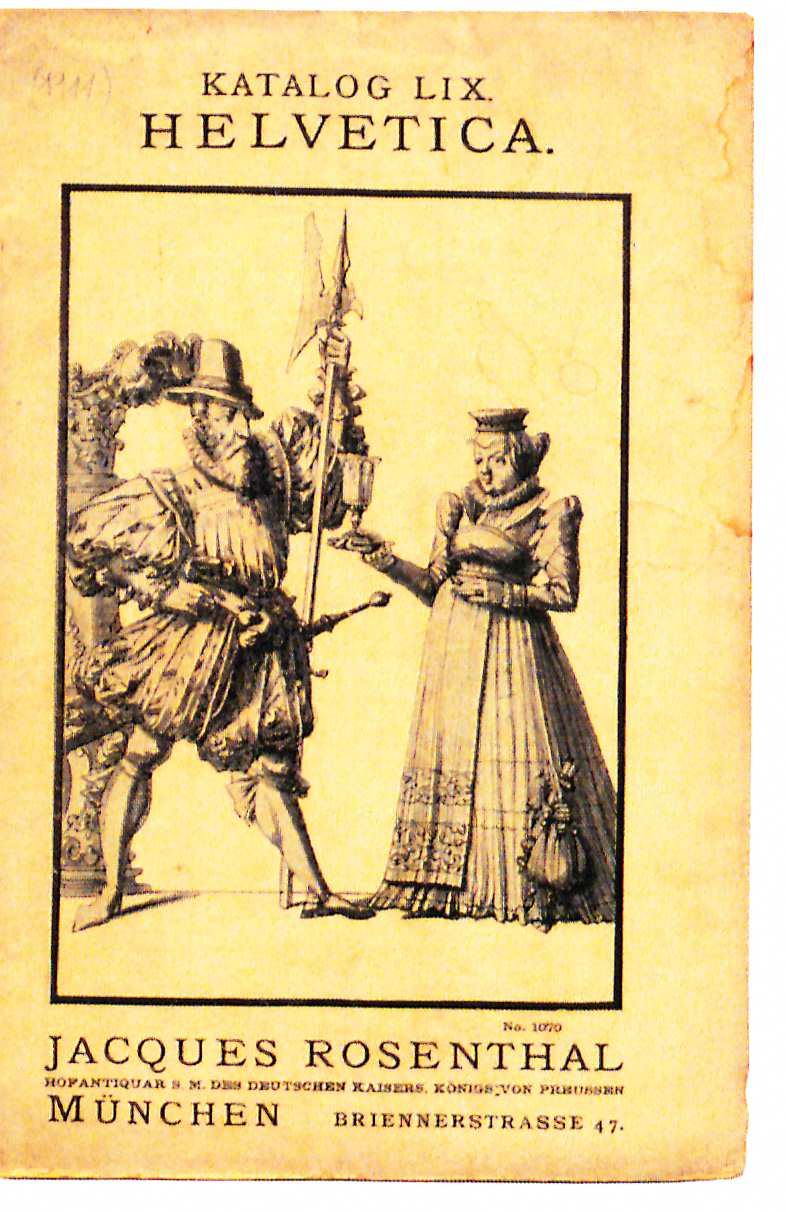
Antiquariatskatalog Helvetica (1911)

Jacques Rosenthal (* 17. Juli 1854 in Fellheim als Jakob Rosenthal; † 5. Oktober 1937 in München) war ein deutscher Buchhändler und Antiquar.

## Leben
Jakob war der jüngste Sohn des Markthändlers Joseph Rosenthal und Dorlene geb. Bacharach. Seine Mutter entstammte einer ortsansässigen jüdischen Metzgerfamilie aus Fellheim im heutigen Landkreis Unterallgäu. Sein Vater Joseph betrieb in Fellheim eine Kunst- und Antiquitätenhandlung. Seine drei weiteren Geschwister waren Jette, Nathan und Ludwig. Jakob wuchs zunächst in der ländlichen jüdischen Gemeinde von Fellheim auf. Im Mai 1867, nach dem Wegfall aller Beschränkungen für die Juden in Deutschland, zog die Familie nach München. Dort erlernte er von einem Privatlehrer die englische und französische Sprache. In München absolvierte er eine Ausbildung zum Antiquaritatsbuchhändler im Betrieb seines Bruders Ludwig Rosenthal. Nach der Lehrzeit nahm er eine Stelle in seinem Beruf zunächst im Kunstantiquariat von Ernst Carlebach in Heidelberg, später wechselte er zur Bielefeld`schen Antiquariatsbuchhandlung nach Karlsruhe. Danach trat er am 20. Januar 1874 als Juniorteilhaber neben seinem Bruder Nathan in die Firma seines Bruders Ludwig ein.

### Paris
Im Jahre 1878 ging er im Auftrag der Firma nach Paris. Dort knüpfte er Kontakte zu bekannten Personen des Buchhändlergewerbes der Stadt wie Léopold Victor Delisle oder Emile Chatellain. Er änderte seinen Namen von Jakob in Jacques. Unter anderem konnte er eine Niederschrift Friedrichs des Großen, welche dieser zur Prüfung an Voltaire geschickt hatte, erwerben. Für die Berliner Nationalbibliothek erwarb er das „Evangelium Prumense“. Jacques und Ludwig Rosenthal pflegten auch enge Kontakte zum bayerischen Hof unter Ludwig II. Der König war damals mit der Planung von Herrenchiemsee und Neuschwanstein beschäftigt und soll über die Rosenthals mehrere Bücher über französische Architekturgeschichte angefordert haben. Somit könnte man zu dem Schluss kommen, dass die Familie Rosenthal indirekt zur Ausgestaltung des Baustils der Bauwerke beitrug. Dieses lässt sich aber in den Unterlagen der Königlichen Kabinettskasse nicht nachweisen.

### Rosenthal Antiquariat in München
Am 21. Dezember 1882 heiratete Jacques Rosenthal Emma Guggenheimer, Tochter des Münchner Großhändlers Simon Guggenheimer. Drei Brüder des Vaters waren als Bankiers im Bankhaus Guggenheimer & Co tätig. Aus der Ehe gingen Theodora und Erwin hervor. Eine Aufforderung, das Bürgerrecht der Stadt München zu erwerben, erhielt Rosenthal am 29. Juli 1888. 1895 beschlossen die drei Brüder, die Firma zu teilen. Am 1. Mai 1895 eröffnete Jacques Rosenthal ein „Buch- und Kunstantiquariat“ in der Karlstraße 10. In den Jahren 1909 bis 1911 ließ Rosenthal an der Brienner Straße 47 ein repräsentatives Stadtpalais errichten, wo sich auch die Geschäftsräume des Antiquariats befanden. Während des Ersten Weltkrieges gingen die geschäftlichen Aktivitäten der Firma zurück. Auch nach dem Krieg befand sich der Antiquitätsbuchhandel in einem schwierigen wirtschaftlichen Umfeld. Gegen Ende der Weimarer Republik blühte die Branche wieder auf, da viele Stifte und Adelshäuser in Bayern und Österreich in Geldnot gerieten und sich veranlasst sahen, ihre wertvollen Buchbestände zu verkaufen. Rosenthals Sohn Erwin eröffnete Niederlassungen in Berlin und 1920 in Lugano (Übersiedlung nach Zürich 1929). Doch insgesamt war der finanzielle Handlungsspielraum des Rosenthal Antiquariates geringer geworden. Die zunehmende Judenfeindlichkeit und Berufsverbote taten ein Übriges. Rosenthal sah sich zu einer stillen Partnerschaft mit seinem Konkurrenten Georg Karl gezwungen. Am Jahresende 1932 erlitt er einen Schlaganfall. Im Juli 1935 wurde das Stadtpalais an der Brienner Straße 47 verkauft. Es wurde später bei mehreren der 73 alliierten Bomberangriffe auf München, bei der 90 % der Bausubstanz der Altstadt zerstört wurde, schwer beschädigt. Das Antiquariat zog in die Konradstr. 16 und Rosenthal wohnte mit seiner Frau bis zu seinem Tode im Regina-Palast-Hotel am Maximiliansplatz 5. Eine Auswanderung in die Schweiz, damals noch problemlos möglich, kam für die Eheleute nicht in Frage.
Am 5. Oktober 1937 starb Rosenthal, relativ unbeachtet, im Hotel Regina in München. Er wurde nach einer Trauerfeier in kleinem Kreis auf dem Alten Israelitischen Friedhof begraben. Bei der Feier war auch der neue Firmeninhaber Hans Koch anwesend, für dessen Anwesenheit sich Sohn Erwin in einem Anschreiben bedankte. Erwin Joseph Rosenthal war der Vater von Bernard M. Rosenthal (1920–2017), der ebenfalls Antiquar war und in den USA lebte, sowie von Albi Rosenthal (1914–2004), der in Großbritannien als Musikantiquar und Musikwissenschaftler tätig war, und Gabriella Rosenthal (1913–1975), israelische Malerin, Karikaturistin und Autorin.

## Schriften
- Grolier's Bibliothek. Über ihre Zusammensetzung und ihre Lücken. In: Philobiblon, Jg. 6 (1933), Heft 6, S. 200–214.

## Orden, Ehrenzeichen und Ehrentitel
- Königlich-Preußischer Kronen-Orden IV. Klasse
- Ordre des Palmes Académiques
- Benemerenti, verliehen von Papst Pius XI. im Jahre 1927
- Königlich-Bayerischer Hofantiquar
- Königlich-Preußischer Hofantiquar